# Sabaya (kommun)

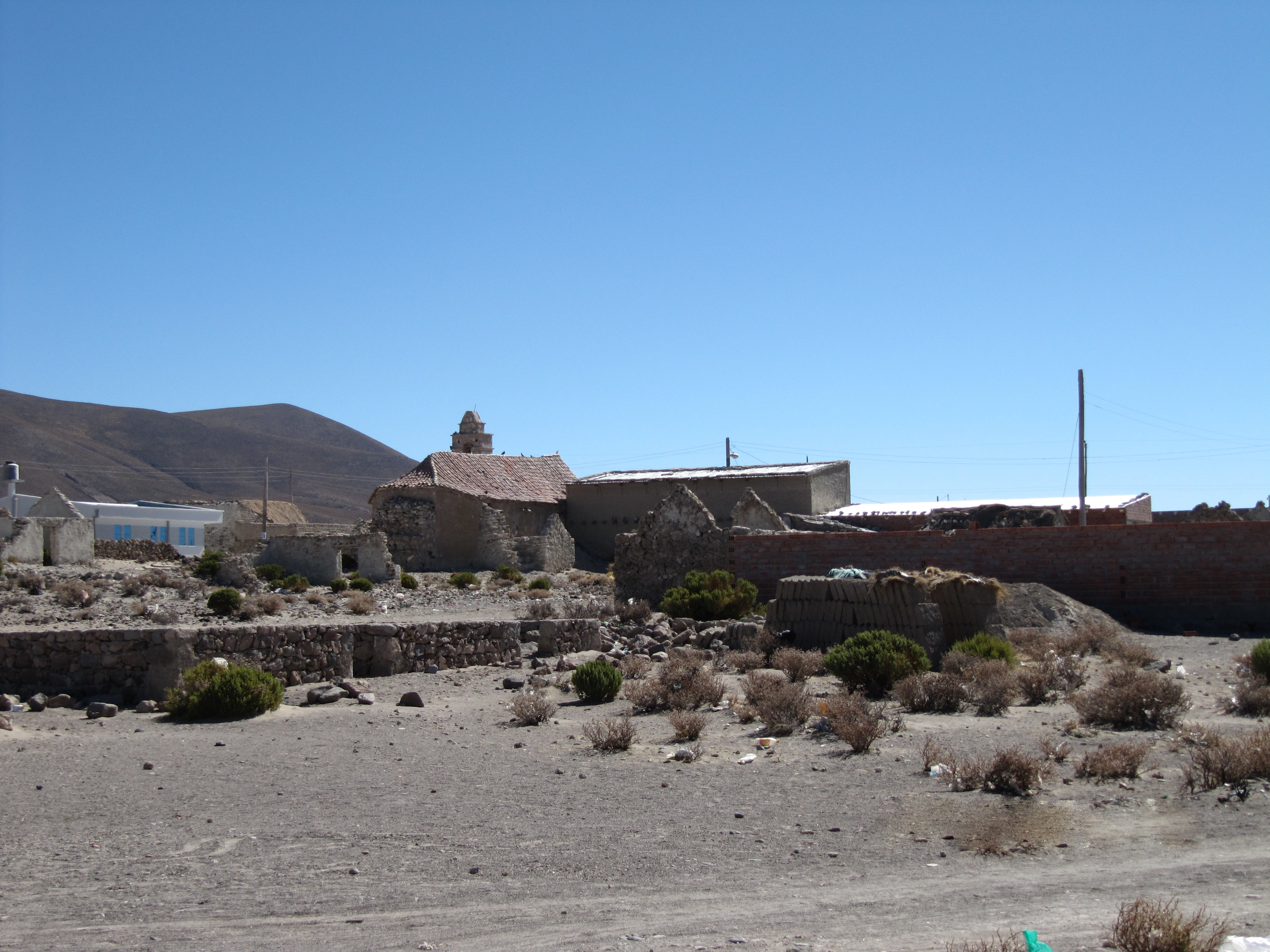
Villa Vitalina i Sabaya

Sabaya är en kommun  i den bolivianska provinsen Sajama i departementet Oruro. Den administrativa huvudorten är Sabaya.